# La Noria, Tarímbaro
La Noria är en ort i Mexiko.   Den ligger i kommunen Tarímbaro och delstaten Michoacán de Ocampo, i den södra delen av landet, 210 km väster om huvudstaden Mexico City. La Noria ligger 1 870 meter över havet och antalet invånare är 694.
Terrängen runt La Noria är kuperad norrut, men söderut är den platt. Runt La Noria är det ganska tätbefolkat, med 70 invånare per kvadratkilometer. Närmaste större samhälle är Morelia, 17,1 km söder om La Noria. I omgivningarna runt La Noria växer huvudsakligen savannskog.